# Salmonella enterica
Salmonella enterica är en stavformad och gramnegativ bakterie i släktet Salmonella.
Baserad på DNA-analyser så tror forskare att det var salmonella enterica som orsakade den mycket dödliga sjukdomen cocoliztli som mellan 1545 och 1550 dödade 15 miljoner azteker (80% av befolkningen) i det som idag är Mexiko.